# Église Saint-Jean-Baptiste de Labessonnié
L'église Saint Jean-Baptiste de Labessonnié est un édifice religieux situé à Montredon-Labessonnié dans le département français du Tarn en région Occitanie.

## Histoire

### Moyen Âge

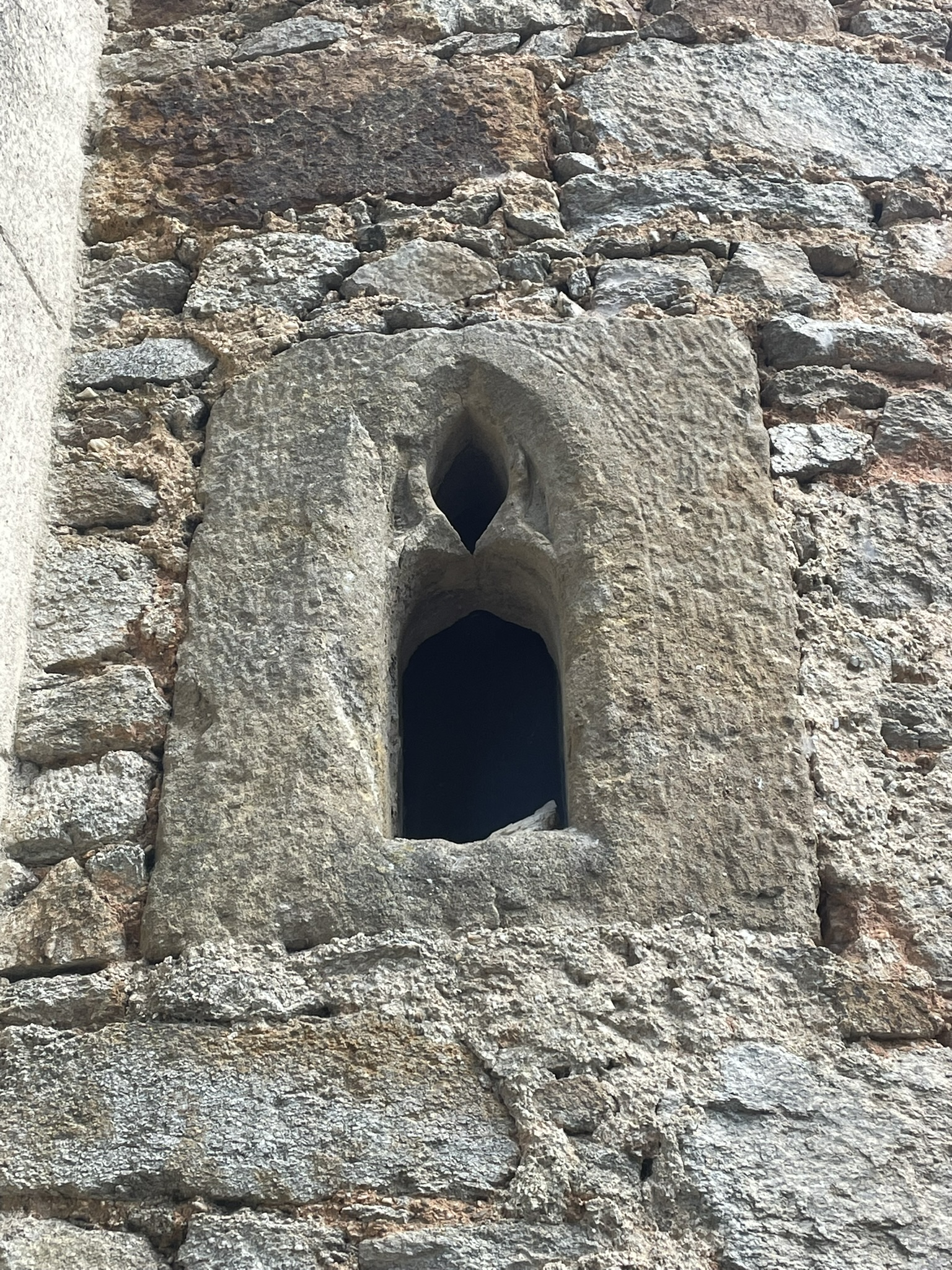
Ouverture gothique de l'ancienne église

La première trace d'une église au centre historique du village de Labessonnié date du milieu du XIIIème siècle. En effet, une église d'architecture gothique a été construite à l'emplacement du monument aux morts actuel et un cimetière était accolé à l'église. Durant cette même période, le centre économique va se déplacer du chateau de Montredon au village de Labessonnié qui commence à s'agrandir et qui va devenir le carrefour entre les monts de Lacaune, la plaine de l'Albigeois et du Castrais. De plus, le seul élément architectural qu'il nous reste de ce premier édifice semble être un type d'ouverture sur les bases droite et gauche de l'église actuelle.

### Époque moderne
La guerre de cent ans et les guerres de Religions vont fortement toucher le montredonnais qui va voir plusieurs de ces édifices tomber soit à cause des combats soit à un manque d'entretien. On sait qu'en 1666 l'église gothique semble au bord de la ruine, des fonds sont débloqués pour réparer l'édifice, mais lequel nécessite toujours des travaux non effectués et l'église retombe en ruine en 1800. En 1719, l'église se voit dotée d'une horloge et les cérémonies continuent malgré l'état de l'édifice.

### Époque contemporaine
C'est en 1841 que le curé Maffre décide, avec le concours des habitants du village, de démonter l'ancien édifice qui ne tient plus debout et de reconstruire par-dessus avec certaines pierres utilisées auparavant. La nouvelle église sera de type néogothique et réutilise à l'intérieur certains éléments datant de l'ancienne église tel qu'un autel ou encore la chaire. Ils font fabriquer de nouveaux vitraux, les différents mécènes permettent d'ajouter des éléments architecturaux à l'église, les peintures et des tableaux sont refaits, etc…
En 1845, la nouvelle église est inaugurée et correspond à l'édifice que nous voyons aujourd'hui, excepté le clocher qui a changé entre-temps. En effet, la foudre est tombée sur l'ancien clocher dans les années 1880, ce qui a nécessité des travaux qui ont donné lieu au clocher en forme de flèche que nous connaissons aujourd'hui. Par ailleurs, la charpente de ce nouveau clocher fut réaménagée en 1947 à cause du risque d'effondrement de celui-ci.
En 1941, un artiste nommé René Gaillard-Lala se réfugie à Labessonnié et décide de rénover presque entièrement l'intérieur de l'église de Labessonnié, il peint toutes les chapelles et également le choeur. Il termine les rénovations en 1943.
Aujourd'hui, l'église saint Jean-Baptiste de Labessonnié conserve ses fresques intérieures et son extérieur de 1845. 

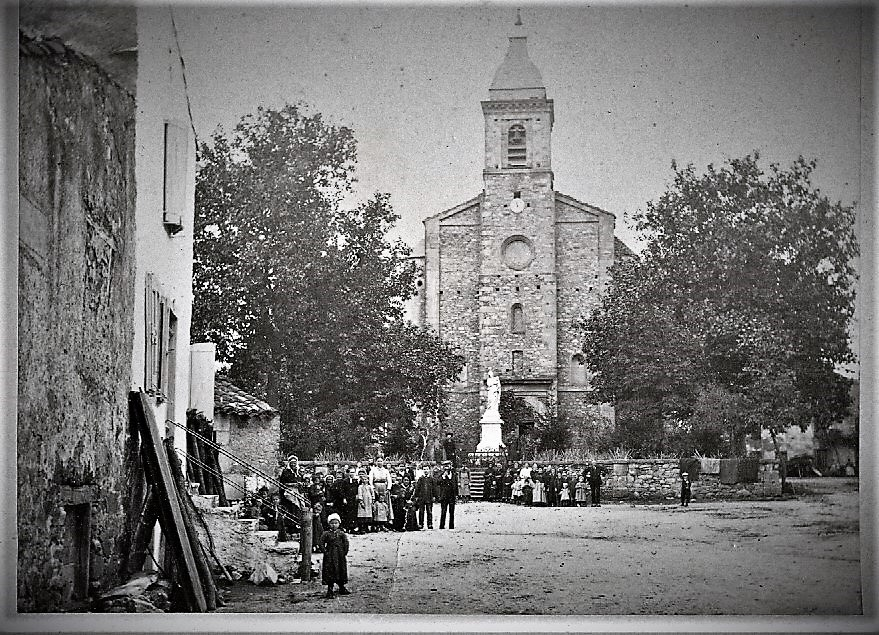
Ancien clocher, photo de 1870
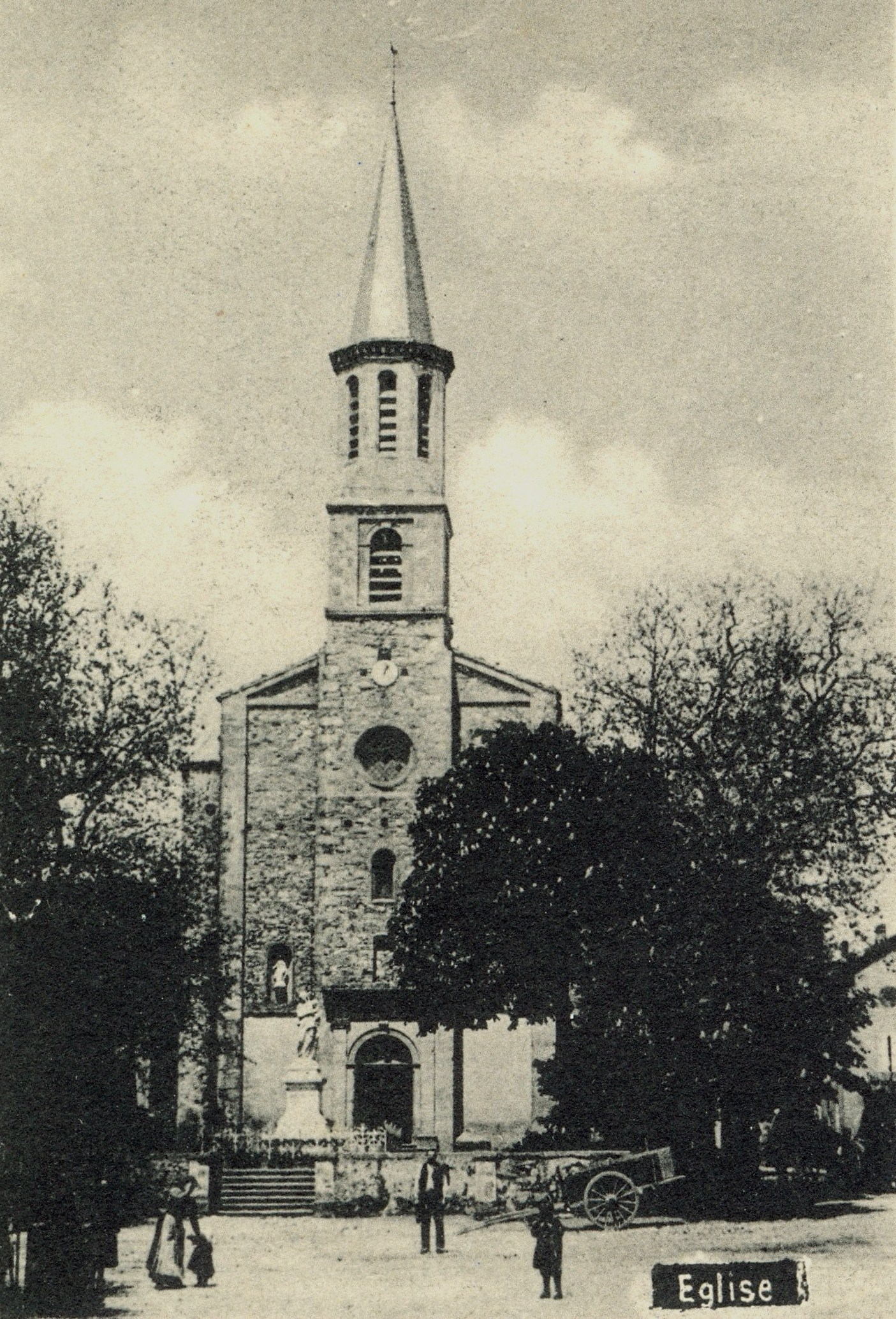
Eglise actuelle, photo de 1910
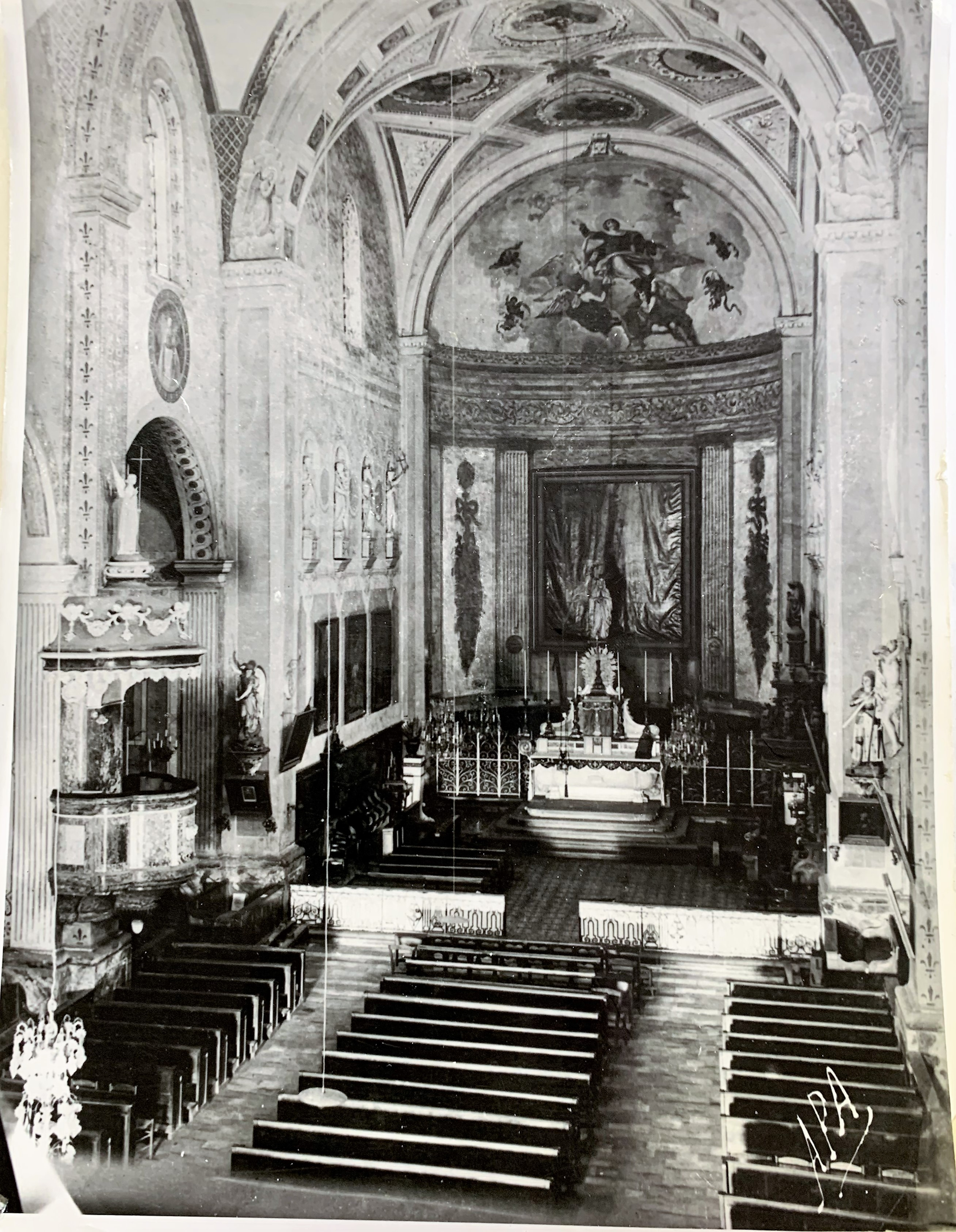
Ancien intérieur de l'église, photo de 1910